# Eustomias danae
Eustomias danae és una espècie de peix de la família dels estòmids i de l'ordre dels estomiformes.

## Morfologia
- Les femelles poden assolir 12,2 cm de longitud total.[3]

## Hàbitat
És un peix marí i d'aigües tropicals.

## Distribució geogràfica
Es troba al Mar de la Xina Meridional.